# Asiatiska spelen 1951
Asiatiska spelen 1951, även kända som den första Asiaden, hölls i New Delhi i Indien mellan den 4 och 11 mars 1951, det var de första asiatiska spelen. Spelen var ursprungligen planerade att hållas 1950, men de blev uppskjutna på grund av förseningar i förberedelserna. Totalt deltog 489 aktiva från 11 olika länder.
Totalt anordnades 57 tävlingar i sex olika sporter. Total delades 169 medaljer ut (57 guld, 57 silver och 55 brons). Av 11 deltagande länder tog 8 minst en medalj. Det land som tog flest guldmedaljer var Japan (24 stycken), följt av Indien (15 stycken) och Iran (8 stycken). Huvudarena för spelen var National Stadium. Alla grenar hölls inne på arenan utom simsporten som hölls i en intilliggande pool.

## Öppningsceremonin

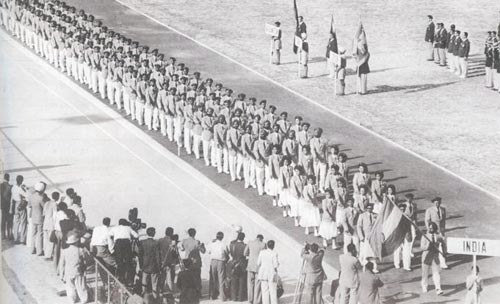
Indiska idrottare tågar genom stadion under öppningsceremonin.

Inför 40 000 åskådare inledde Indiens president Rajendra Prasad invigningen, närvarande var även premiärminister Jawaharlal Nehru, flera av hans kollegor i kabinettet och medlemmar ur diplomatkåren. En salutomgång på 31 skott avfyrades från Gamla fortets vallar, femton trumpetare från Indiens armé i ceremoniella uniformer spelade en fanfar medan de elva deltagande ländernas flaggor hissades. 1 100 vita duvor släpptes tillsammans med tusentals ballonger i olika färger över arenan. De deltagande ländernas idrottare marscherade in på arenan i alfabetisk ordning efter de engelska nationsnamnen förutom den indiska truppen då värdnationen i enlighet med olympisk tradition tågade in sist.
De asiatiska spelens fackla hade tänts av solens strålar i Röda fortet i Delhi och bars in på arenan av Dalip Singh som tävlat i friidrott vid olympiska sommarspelen 1924, han tände elden och Baldev Singh som var den äldste i den indiska friidrottstruppen läste deltagarnas ed.

## Sporter
Det tävlades i sex sporter: friidrott, simsport (simning, simhopp och vattenpolo), cykling, tyngdlyftning, fotboll och basket. Flera medlemsländer ville inkludera boxning på programmet men det beslutades av olika orsaker att inte inkludera sporten.
Samtliga elva deltagande nationer ställde upp med tävlande i friidrott. Fem nationer deltog i simsporten, sex i fotboll, sju i tyngdlyftning, tre i cykling och fem i basket.
| - Basket - Cykling - Fotboll - Friidrott | - Simsport - Simhopp - Simning - Vattenpolo - Tyngdlyftning |

## Medaljfördelning

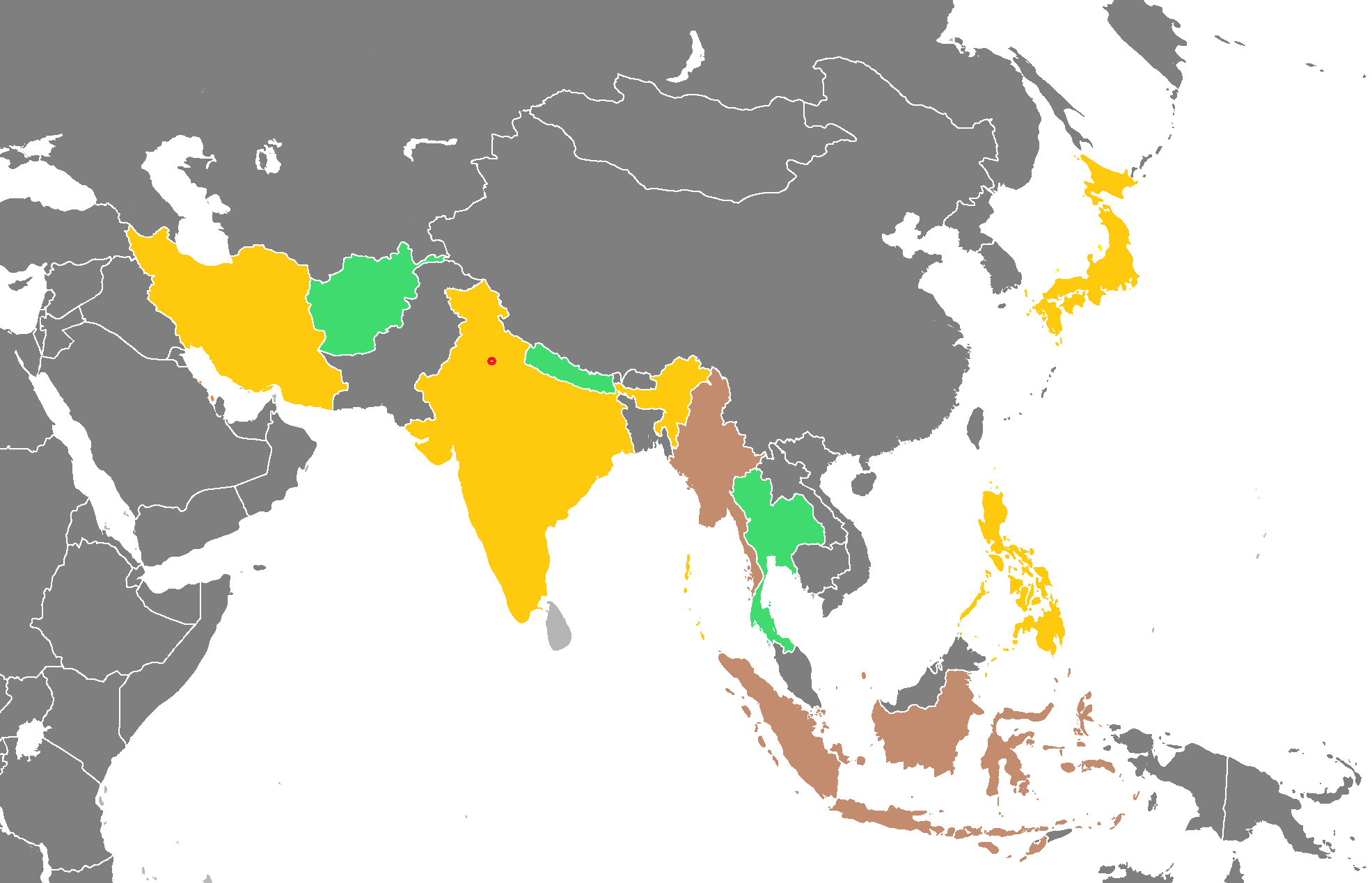
Nationer som tog medaljer.

*   Värdnation
| Pl.    | Nation       | Guld | Silver | Brons | Totalt |
| ------ | ------------ | ---- | ------ | ----- | ------ |
| 1      | Japan        | 24   | 21     | 15    | 60     |
| 2      | Indien*      | 15   | 16     | 20    | 51     |
| 3      | Iran         | 8    | 6      | 2     | 16     |
| 4      | Singapore    | 5    | 7      | 2     | 14     |
| 5      | Filippinerna | 5    | 6      | 8     | 19     |
| 6      | Ceylon       | 0    | 1      | 0     | 1      |
| 7      | Indonesien   | 0    | 0      | 5     | 5      |
| 8      | Burma        | 0    | 0      | 3     | 3      |
| Totalt | Totalt       | 57   | 57     | 55    | 169    |

## Deltagande nationer
Vid ett möte den 13 februari 1949 grundades Asian Games Federation av representanter för de olympiska kommittéerna från Afghanistan. Burma, Ceylon, Filippinerna, Indien, Indonesien, Nepal, Pakistan och Thailand. Där bestämdes också att de asiatiska spelen skulle hållas vart fjärde år under de jämna årtal då olympiska spel inte hölls. Det beslutades också att de första spelen skulle hållas 1950 i Indien och de andra 1954 i Manila.
Formella inbjudningar skickades till nästan alla asiatiska länder, undantagen var Sovjetunionen och Vietnam. Kina hade fått en inbjudan men anmälde sitt intresse för att delta för sent. Även om Japan inte fått delta i olympiska sommarspelen 1948 och inte bjudits in till mötet där Asian Games Federation grundades tilläts landet ändå delta i spelen. Samtidigt kunde inte Korea delta på grund av Koreakriget.
| - Afghanistan - Burma - Ceylon - Filippinerna - Indien - Indonesien | - Iran - Japan - Nepal - Singapore - Thailand |